# Verónica Undurraga

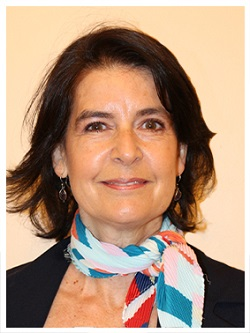
Undurraga (2023)

Verónica Undurraga Valdes (* 5. Oktober 1967 in Santiago de Chile) ist eine chilenische Juristin. Seit 2023 ist sie Präsidentin der Expertenkommission, die mit der Ausarbeitung eines Verfassungsentwurfes beauftragt ist.

## Frühes Leben
Undurraga wurde in der chilenischen Hauptstadt Santiago geboren. Sie ist die Tochter der Schriftstellerin Adriana Valdés, die 2018 als erste Frau zur Direktorin der Academia Chilena de la Lengua gewählt wurde. Nach ihrem Schulabschluss begann sie an der Universidad de Chile Jura zu studieren, wo sie auch einen Abschluss erreichte. Daraufhin begann sie als Anwältin zu arbeiten und belegte nebenbei noch weitere Kurse an der Universidad de Chile. 1996 wurde sie so als Anwältin am Obersten Gerichtshof zugelassen. Außerdem erhielt sie 1995 einen LLM von der Columbia University aus New York City.
2002 begann Undurraga sich ausschließlich ihrer akademischen Laufbahn zu widmen. Sie arbeitete von da an in verschiedenen Funktionen an der Universidad de Chile. Daneben begann sie an der Universität zu promovieren. Die Promotion im Bereich des Verfassungsrechts konnte sie 2012 bei Cecilia Medina abschließen. Daraufhin wurde begann Undurraga als Professorin für Verfassungsrecht an der Universidad Adolfo Ibáñez zu arbeiten. Dort widmet sie sich der juristischen Forschung in den Bereichen Verfassungsrecht, Menschenrechte und Gender Studies.

## Expertenkommission
Im Januar 2023 wurde Undurraga von der PPD für die Expertenkommission, die einen neuen Verfassungsentwurf im Zuge des Verfassunggebungsprozesses vorlegen soll, vorgeschlagen. Am 23. Januar 2023 wurde sie schließlich von der Abgeordnetenkammer in dieses Gremium gewählt. Dort wurde sie in der konstituierenden Sitzung am 6. März 2023 einstimmig zur Präsidentin der Kommission gewählt. Daneben ist sie auch Mitglied der Unterkommission für Prinzipien, zivile und politische Rechte.